# Carlisle United Football Club 2016-2017
Questa voce raccoglie le informazioni riguardanti il Carlisle United Football Club nelle competizioni ufficiali della stagione 2016-2017

## Maglie e sponsor
Lo sponsor tecnico per la stagione 2016-2017 è Sondico, mentre lo sponsor ufficiale è DSD Construction.
| Manica sinistra · Manica sinistra · Maglietta · Maglietta · Manica destra · Manica destra · Pantaloncini · Pantaloncini · Calzettoni · Calzettoni | Manica sinistra · Manica sinistra · Maglietta · Maglietta · Manica destra · Manica destra · Pantaloncini · Pantaloncini · Calzettoni · Calzettoni | Manica sinistra · Manica sinistra · Maglietta · Maglietta · Manica destra · Manica destra · Pantaloncini · Pantaloncini · Calzettoni · Calzettoni |  |

## Rosa
| N. |                        | Ruolo | Calciatore          |
| -- | ---------------------- | ----- | ------------------- |
| 1  | Inghilterra (bandiera) | P     | Mark Gillespie      |
| 2  | Inghilterra (bandiera) | C     | Joe Ward            |
| 3  | Inghilterra (bandiera) | D     | Danny Grainger      |
| 4  | Inghilterra (bandiera) | C     | Luke Joyce          |
| 5  | Inghilterra (bandiera) | D     | Michael Raynes      |
| 7  | Inghilterra (bandiera) | C     | Jason Kennedy       |
| 8  | Inghilterra (bandiera) | C     | Mike Jones          |
| 9  | Inghilterra (bandiera) | A     | Jamie Proctor       |
| 10 | Galles (bandiera)      | C     | Nicky Adams         |
| 12 | Inghilterra (bandiera) | D     | Macauley Gillesphey |
| 13 | Inghilterra (bandiera) | A     | Ben Tomlinson       |
| 14 | Inghilterra (bandiera) | A     | Jabo Ibehre         |
| 15 | Inghilterra (bandiera) | D     | Shaun Brisley       |
| 16 | Inghilterra (bandiera) | C     | James Bailey        |

| N. |                        | Ruolo | Calciatore          |
| -- | ---------------------- | ----- | ------------------- |
| 17 | Irlanda (bandiera)     | C     | Jamie Devitt        |
| 18 | Irlanda (bandiera)     | C     | John O'Sullivan     |
| 19 | Bermuda (bandiera)     | C     | Reggie Lambe        |
| 20 | Inghilterra (bandiera) | A     | Shaun Miller        |
| 21 | Inghilterra (bandiera) | D     | Patrick Brough      |
| 22 | Australia (bandiera)   | P     | Max Crocombe        |
| 23 | Inghilterra (bandiera) | D     | Tom Miller          |
| 26 | Inghilterra (bandiera) | C     | James Hooper        |
| 27 | Inghilterra (bandiera) | A     | George Waring       |
| 28 | Inghilterra (bandiera) | C     | Gary Liddle         |
| 29 | Francia (bandiera)     | A     | Jean-Michel Joachim |
| 39 | Francia (bandiera)     | C     | Samir Nabi          |
| 44 | Grenada (bandiera)     | D     | Alexander McQueen   |